# Cariacica
Cariacica là một đô thị thuộc bang Espírito Santo, Brasil. Đô thị này có diện tích 279,975 km², dân số năm 2007 là 361058 người, mật độ 1289,61 người/km².